# Vražné, Nový Jičín
Vražné là một làng thuộc huyện Nový Jičín, vùng Moravskoslezský, Cộng hòa Séc.